# Cristina di Svezia a cavallo
Cristina di Svezia a cavallo è un dipinto del pittore francese Sébastien Bourdon, realizzato nel 1653 e conservato presso il Museo del Prado a Madrid.

## Storia

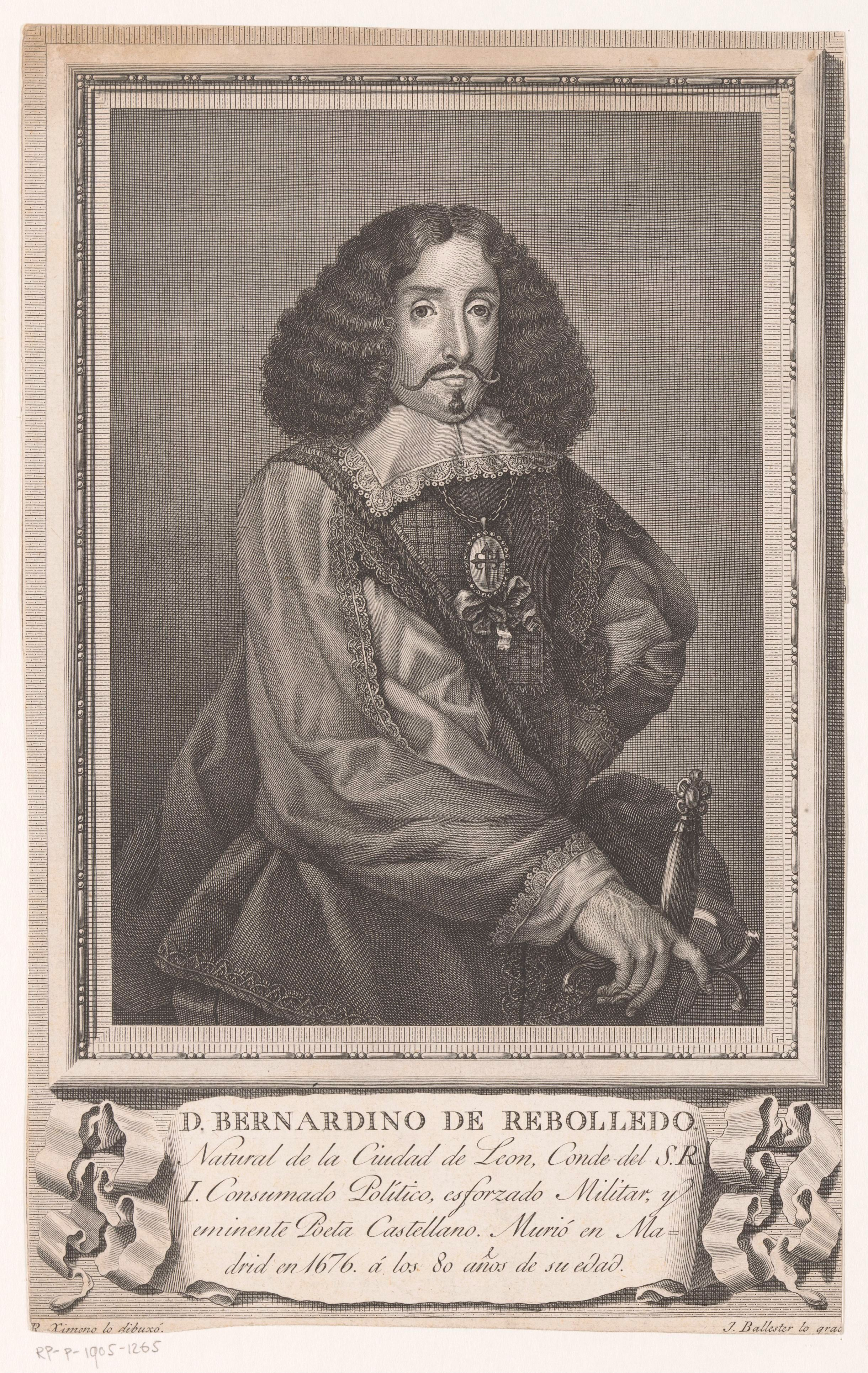
Bernardino da Rebolledo, ambasciatore spagnolo in Danimarca, ebbe il compito durante il suo mandato di interessarsi della Svezia

Sébastien Bourdon dipinse il ritratto equestre della regina Cristina di Svezia tra maggio e agosto del 1653. Il dipinto è una testimonianza dei contatti che c'erano tra il regno della sovrana svedese e di Filippo IV di Spagna, il quale si interessò alla Svezia dopo che Bernardino da Rebolledo, ambasciatore spagnolo in Danimarca, e suo nipote Antonio Pimentel de Prado, giunto a Stoccolma nel 1652, lo informarono e sincerarono dell'intenzione della regina Cristina di convertirsi al cattolicesimo.

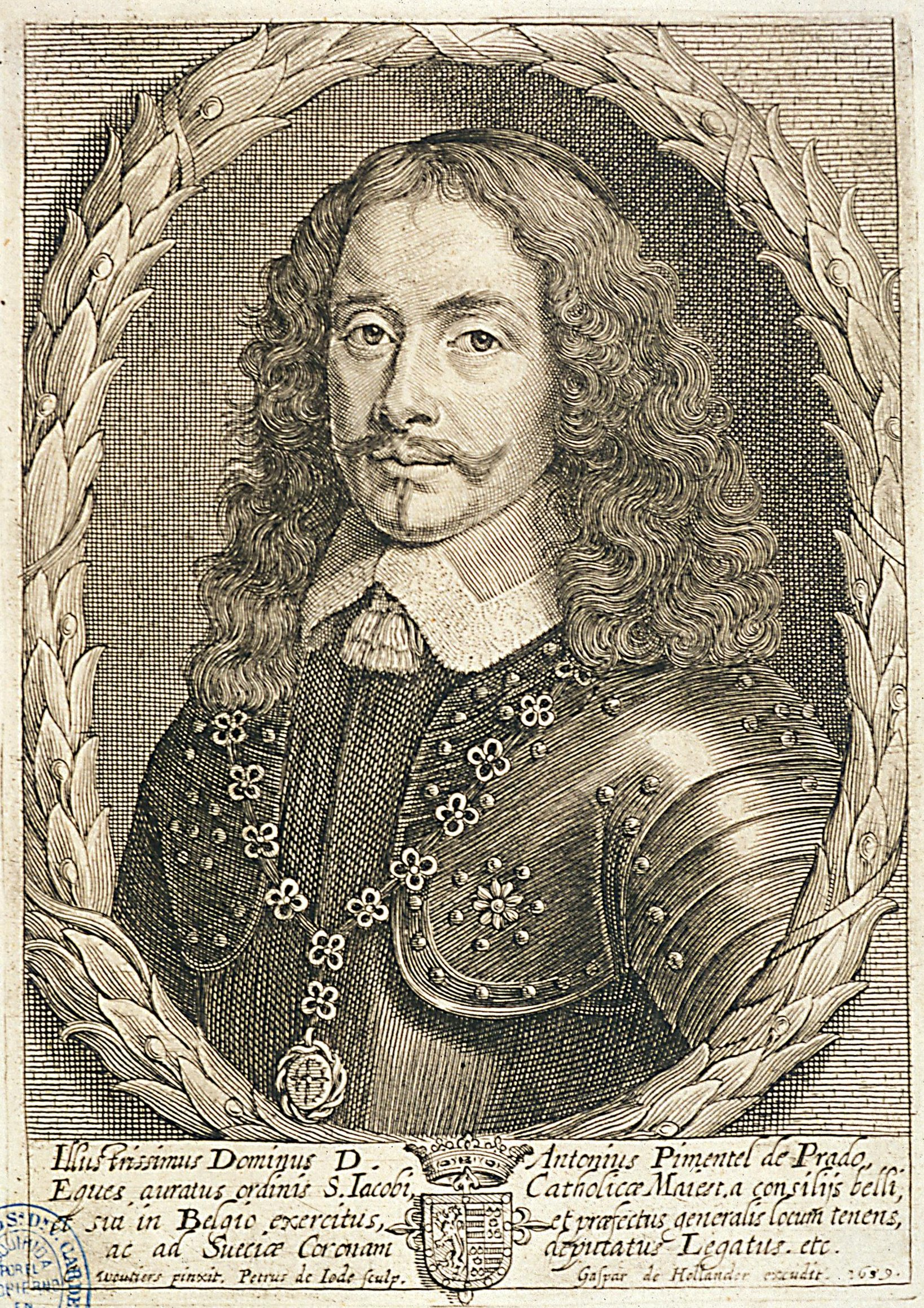
Antonio Pimentel de Prado, ambasciatore spagnolo in Svezia, giunse alla corte svedese il 12 agosto 1652 a Dalarö

Filippo IV già dichiarò per questo motivo, in una lettera del 1649, che i porti spagnoli sarebbero da allora stati aperti alle navi svedesi e per mostrare la sua ammirazione verso la regina, decise di celebrarla commissionando, per mano di don Antonio Pimentel, un ritratto equestre di quest'ultima a Sébastien Bourdon, all'epoca pittore della corte svedese, visto il potere regale di cui la ritrattistica equestre si faceva portatrice in quegli anni.

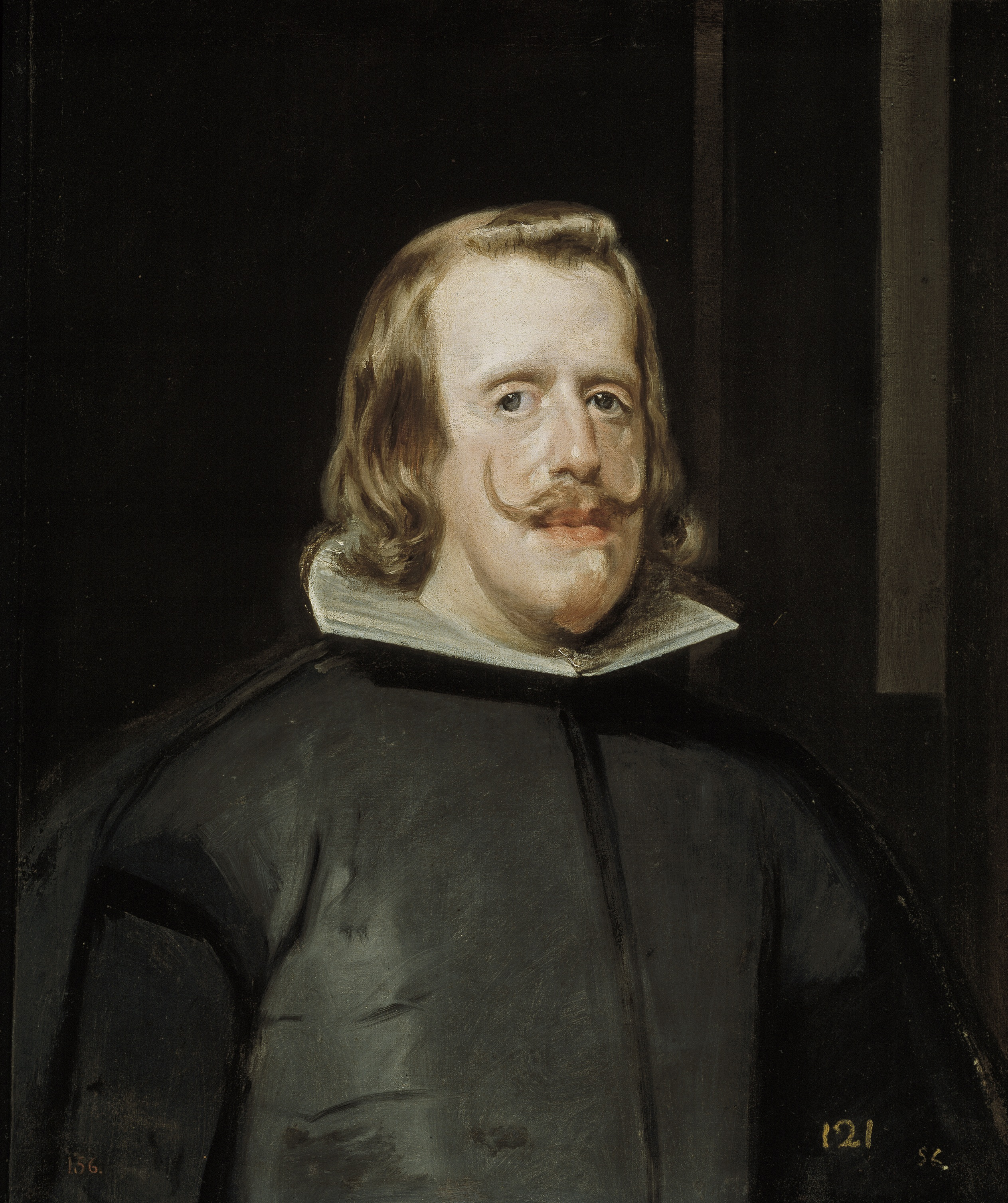
Filippo IV in un ritratto di Diego Velázquez, anch'esso realizzato nel 1653 e situato al Prado

Inoltre l'assiduità con cui Cristina di Svezia cavalcava era notevole, tanto che Juan Pimentel de Prado, nipote del già citato don Antonio, in una descrizione dei modi mascolini della sovrana, scrisse: "Niente in lei è femminile tranne il suo sesso. La sua voce sembra maschile, così come i suoi modi. Cavalca tutti i giorni a cavallo". Infine, come scrisse Jerónimo de Barrionuevo (diarista della corte spagnola), l'11 novembre 1654, quando Cristina aveva abdicato già da qualche mese, il re Filippo IV inviò alla regina "24 bellissimi cavalli", come ulteriore gesto di lode.
Il ritratto, ad oggi non in esposizione, nel 1666 era già appeso come ritratto ufficiale nel Real Alcázar di Madrid.

## Descrizione
Cristina di Svezia è ritratta su un cavallo in impennata, in un abito da caccia semplice e in generale più tradizionalmente maschile.
La presenza del giovane falconiere, che in abiti più ricchi ed eleganti accompagna la sovrana portando un falco incappucciato, allude sempre all'attività della caccia, riservata all'aristocrazia, per farci capire lo status elevato della donna ritratta.
Mentre i due soggetti guardano negli occhi lo spettatore, i cani da caccia a loro vicini attendono, irrequieti, l'inizio della battuta di caccia.

## Interpretazione
Un'interpretazione dell'opera ha portato ad associare la raffigurazione equestre di Cristina ad Alessandro Magno che doma il suo cavallo Bucefalo. Questo perché il condottiero macedone fu il principale personaggio storico adorato da Cristina sin dalla giovinezza, tanto che nel giorno del suo tredicesimo compleanno l'allora giovanissima regina interpretò il discorso che Alessandro il Grande fece per rifiutare l'offerta di pace di Dario III, episodio narrato da Quinto Curzio Rufo nel libro IV delle Storie di Alessandro Magno.
In un altro studio del dipinto, effettuato da Rainer Schoch in una pubblicazione del 1967, che non esclude la prima interpretazione, è stato ipotizzato che Cristina fu dipinta in un ritratto allegorico della caccia e della verginità, e come una "regina amazzone", in riferimento alla dea Diana.